# Mauterndorf
Mauterndorf è un comune austriaco di 1 697 abitanti nel distretto di Tamsweg, nel Salisburghese; ha lo status di comune mercato (Marktgemeinde).